# Hyacinthides
Les Hyacinthides (en grec Υακινθίδες) sont des personnages de la mythologie grecque. 

## Description
Elles sont les filles du roi d'Athènes Erechthée. Elles tiennent leur nom du village d'Hyacinthos où elles sont immolées pour détourner de leur patrie les ravages de l'invasion des Thraces.
Chez le pseudo-Apollodore, et Harpocration, d'après la Souda, Hyacinthe est un homme mûr dont les filles — les Hyacinthides (Ὑακινθίδες / Hyakinthídes) — sont sacrifiées sur le tombeau du cyclope Géraistos par les Athéniens à la prière de Minos à Zeus. Pour Pierre Grimal, ce Hyacinthe ne doit pas être associé au héros aimé d'Apollon.
Un rapprochement avec l'Athéna Parthénos a aussi été établi. Loin de la Pandore décrite par Hésiode et citée par Pausanias pour évoquer le décor de la base, il existe une Pandore athénienne. Celle-ci est une des filles d'Érechthée, une des Hyacinthides qui se sacrifièrent pour sauver la cité. Elle aurait eu une naissance miraculeuse, de type autochtone, et aurait été liée à la déesse Athéna, principalement par le tissage. Pandore était présentée dans ce mythe athénien comme une « kourotrophe » (porteuse d'enfant donc nourricière) et porteuse de bienfaits. Dès lors, Joan Connelly propose de lire la scène comme l'apothéose de la Pandore athénienne, et non comme la naissance de la Pandore « hésiodique ».